# パニー・ヤートートゥー
パニー・ヤートートゥー（ラーオ語: ປານີ ຢ່າທໍ່ຕູ້ / Pany Yathortu, 1951年2月18日 - ）はラオスの政治家。ラオス人民革命党政治局員。中央銀行総裁、国民議会（国会）副議長を務めた後、第3代国民議会議長に就任。ラオス史上初の女性議長となった。2021年ラオス初の女性国家副主席となった。モン族出身。

## 経歴
パニーは1951年、王国時代のラオス北東部シエンクワーン県において、モン族司令官 Thao Tou の娘として生まれた。1971年よりベトナムのハノイに留学し、1975年に銀行業学士号を取得。帰国後の1976年にラオス中央銀行に入行し、1978-79年に外貨局局長、1982-83年に経済・計画局局長、1983-85年に投資局局長を歴任した。1979年、ラオス人民革命党に入党。
1986年には中央銀行副総裁に就任。同年11月の人民革命党第4回党大会において党中央委員候補に選出され、党内序列第54位となった。1991年3月、第5回党大会においては党中央委員、序列37位に昇格した。
1996年、カムタイ内閣において中央銀行総裁（閣僚）として入閣。同年3月、第6回党大会において党中央委員に再選し、第20位に昇格した。
しかし、アジア金融危機最中の1998年に総裁職を交代させられ、これは危機への対応の相違に因ると推定されている。同年2月には第4期国民議会議員に当選し、国民議会常務委員会委員および少数民族問題委員会委員長に就任した。
2001年3月の第7回党大会においては党中央委員、第21位となった。2002年、第5期国民議会議員に当選し、国会副議長に昇進。
2006年3月、第8回党大会において女性としては初の党政治局員となり、党内序列第11位に昇格。また少数民族モン族出身でもあり、女性地位向上と民族融和を推進する党の意向が働いたと見られる。同年4月30日、国民議会議員選挙においてボーリカムサイ選挙区から立候補して当選。第6期国民議会議員となり、副議長に再選出された。
2010年12月のブアソーン首相の突然の辞任とトーンシン国会議長の首相就任にともない、国民議会議長に昇進することとなった。12月23日、第6期第10回国民議会はパニーを議長に任命する議会常務委員会提案を承認した
2011年3月の第9回党大会においては、中央委員および政治局員に再選。
2014年5月、米国CNNはシエンクワーン県で墜落した航空機にパニー議長ら政府高官18名が搭乗していたことを報じた。しかし、搭乗を予定していたパニーは、急遽陸路に変更していたため難を逃れた。
2021年3月22日、ラオス国家副主席に選出。